# Morgan Stickney
Morgan Stickney (16 giugno 1997) è una nuotatrice paralimpica statunitense che ha rappresentato gli Stati Uniti in due edizioni dei Giochi paralimpici.

## Carriera
Stickney ha rappresentato gli Stati Uniti alle Paralimpiadi estive del 2020 a Tokyo gareggiando nei 400 metri stile libero classe S8 e vincendo una medaglia d'oro. Ha vinto poi un secondo oro olimpico gareggiando nella staffetta mista femminile 4×100 metri - 34 punti.
Il 14 aprile 2022 è stata convocata per rappresentare gli Stati Uniti ai Campionati mondiali di nuoto paralimpico a Madeira conquistando una medaglia d'oro. L'anno successivo, il 29 aprile 2023, Stickney è stata convocata di nuovo per rappresentare gli Stati Uniti ai Campionati mondiali di nuoto paralimpico a Manchester dove ha vinto due medaglie d'oro.
Ha rappresentato gli Stati Uniti alle Paralimpiadi estive del 2024 a Parigi vincendo una medaglia d'oro nei 400 metri stile libero classe S7 e una medaglia d'argento nei 100 metri stile libero classe S7.

## Palmarès

### Giochi paralimpici
| Anno | Manifestazione                 | Sede   | Evento                                 | Risultato | Note |
| ---- | ------------------------------ | ------ | -------------------------------------- | --------- | ---- |
| 2020 | XVI Giochi paralimpici estivi  | Tokyo  | 400 metri stile libero classe S8       | Oro       |      |
| 2020 | XVI Giochi paralimpici estivi  | Tokyo  | Staffetta 4x100 metri misto - 34 punti | Oro       |      |
| 2024 | XVII Giochi paralimpici estivi | Parigi | 400 metri stile libero classe S7       | Oro       |      |
| 2024 | XVII Giochi paralimpici estivi | Parigi | 100 metri stile libero classe S7       | Argento   |      |

### Mondiali
| Anno | Manifestazione               | Sede       | Evento                           | Risultato | Note |
| ---- | ---------------------------- | ---------- | -------------------------------- | --------- | ---- |
| 2022 | Campionati mondiali di nuoto | Madeira    | 400 metri stile libero classe S8 | Oro       |      |
| 2023 | Campionati mondiali di nuoto | Manchester | 100 metri stile libero classe S7 | Oro       |      |
| 2023 | Campionati mondiali di nuoto | Manchester | 400 metri stile libero classe S7 | Oro       |      |